# Le Hors-la-loi
Pour l’article homonyme, voir Le Hors-la-loi (film).
Le Hors-la-loi est le seizième album de la série de bande dessinée Blueberry de Jean-Michel Charlier (scénario) et Jean Giraud (dessin). Publié en 1974, c'est le premier album du cycle du premier complot contre Grant (deux tomes).

## Résumés

### Court
Emprisonné depuis plusieurs mois au bagne de Francisville, Blueberry « avoue » où se trouve caché le trésor des Confédérés qu'il aurait prétendument volé. Convoyé dans un train, il profite d'une attaque armée pour s'évader. Par la suite, il trouve refuge dans un bordel tenu par Guffie Palmer et se voit dans la quasi-obligation d'accompagner un jeune homme, « Angel Face », vers le Mexique. Ce dernier est en vérité un tireur d'élite qui a pour mission de tuer le président des États-Unis d'alors, Ulysses S. Grant, ceci dans le but de favoriser la création d'une « dictature militaire » aux États-Unis.

### Détaillé
La page couverture montre un homme, probablement Blueberry, sur un cheval dans une région semi-désertique.
Enfermé au pénitencier de Francisville depuis « six mois » pour avoir « détourné à son profit le trésor de l'armée confédérée », Blueberry apprend que son message à l'intention du général Dodge a été intercepté par le commandant du pénitencier, Kelly. Blueberry profite de ce face-à-face pour se plaindre des conditions de détention qui lui sont imposées. Kelly le punit en le faisant courir pendant plusieurs heures sous le Soleil en portant un sac pesant « quarante livres ».
Dans sa cellule, Blueberry fait connaissance d'un nouveau prisonnier, un homme âgé s'appelant Cartridge, qui lui conseille de révéler où se trouve le trésor. Blueberry lui réplique « qu'il n'y a plus d'or ! » Les deux mettent alors au point un plan pour favoriser l'évasion de Blueberry. Dans un premier temps, Blueberry avouera qu'il a caché l'or. Ensuite, il utilisera l'épingle d'un bijou que Cartridge garde en souvenir de sa femme pour ouvrir ses menottes. Finalement, il trouvera refuge au « Palais des anges » tenu par Guffie Palmer, que Blueberry connaît de l'époque de la « construction de la transcontinentale ! »,
Blueberry quitte le pénitencier menotté et accompagné de soldats. Au pénitencier, Cartridge demande à parler à Kelly, qui profite de ce qu'ils sont tous les deux seuls pour l'abattre. À une gare à proximité, Blueberry embarque dans un fourgon en queue du train, parmi des hommes armés, qui transporte « 150 000 dollars en coupures pour les banques de Santa Fé et d'Albuquerque ». Juste avant d'aborder les montagnes Rocheuses américaines, trois hommes armés embarquent à bord du train. Plus tard, alors que le train circule parmi les montagnes, l'un des hommes fait des signaux lumineux pour avertir des complices. Ceux-ci font tomber un arbre sur la voie ferrée dès que le train est passé. Lorsque le train entre dans un tunnel en pente, un autre homme détache le fourgon du train pendant que le troisième met en joue des soldats dans un wagon, les empêchant d'intervenir pendant un vol que les trois hommes se préparent à commettre dans le wagon. Lorsque le train sort du tunnel, un quatrième homme met en joue les conducteurs de la locomotive, leur ordonnant de continuer à faire avancer le train. À peu près au même moment, le fourgon sort du tunnel et s'arrête contre l'arbre abattu sur les rails.
Blake, le chef des voleurs, ordonne aux convoyeurs de sortir du fourgon, qui répondent en montrant leur puissance de feu, mais Blake réplique en menaçant de faire exploser de la dynamite sous le fourgon. Profitant des échanges entre les convoyeurs et Blake, Blueberry s'empare du revolver de l'un des convoyeurs et oblige tous les convoyeurs à sortir du fourgon. Dehors, il négocie à la dure sa fuite avec Blake, affirmant « Je ne suis pas du genre qui moucharde ». Il s'éloigne ensuite à cheval, faisant des détours pour semer des poursuivants éventuels. Pendant sa fuite, il réfléchit à sa situation : « toutes les passes pour le Mexique seront bouclées, et mon portrait ornera tous les murs de Matamoros à Tijuana ».
À Francisville, le commandant Kelly apprend l'évasion de Blueberry : « Parfait ! Tout a l'air de se dérouler selon le plan prévu ! » À Santa Fé, Blueberry se dirige vers la « Casa de Los Angeles », qu'il découvre fermée. Après avoir grimpé au dernier étage, il y découvre Guffie Palmer qui lui réplique : « J'aurais tout donné pour que tu rappliques pas ». Quelques minutes après l'arrivée de Blueberry, Blake se présente dans la chambre de Palmer, laquelle affirme que « Blake et sa bande se sont installés à la "maison des anges" depuis des semaines », ce qui explique pourquoi il n'a pas voulu faire suivre Blueberry, sachant que ce dernier s'y réfugierait.
Méfiant, Blueberry menace de quitter les lieux. Blake réplique : « Tu ne fera pas dix miles avant d'être reconnu et repris... SURTOUT À PIED ! » Blake s'est en effet emparé du cheval de Blueberry. Il tente par la suite de l'amadouer pour inciter Blueberry à servir d'escorte  à un « charmant garçon qui a commis quelques bêtises... assez fâcheuses ». Blake propose à Blueberry d'accompagner le garçon en faisant « un bon détour vers l'ouest pour avoir une chance de passer sans casse ». Après avoir fait connaissance avec Marmaduke O'Saughtnessy, Blueberry conclut que le garçon est habile au violon, mais incapable de tirer au pistolet. Le lendemain, Blueberry prend connaissance du plan pour l'amener au Mexique : « Quel détour !... Il y en a pour des semaines ! » Plus tard, il lit dans un journal que le président des États-Unis, le général Grant, sera « dans la région de Durango juste au moment où nous nous y pointerons ! » Blueberry tente de mettre en garde Palmer et O'Saughtnessy, mais les deux minimisent la situation. Quelques minutes plus tard, Palmer montre à Blueberry une photo d'elle lorsqu'elle était jeune, tout comme celle d'un militaire qui « est tombé follement amoureux [d'elle] », le futur général Grant. Palmer affirme que « cette carte de visite te vaudra une audience de Grant ! »
Le lendemain, Blueberry se cache dans le coffre d'une carriole, que Palmer conduit avec O'Saughtnessy à ses côtés. Pour déjouer les contrôles, O'Saughtnessy s'est déguisé en femme. Quelques minutes après s'être éloignée de la « Maison des anges », la voiture est arrêtée par des hommes aux aguets. Pour amadouer les hommes, O'Saughtnessy joue une comédie au chef des hommes, ce qui l'incite à s'exclamer : « C'est un honneur de vous avoir connus, vous et vot' nièce... » Par la suite, « [jusqu'au] soir, la carriole s'enfonce à travers les collines, passant par d'anciennes pistes abandonnées. »
Le soir, les trois s'installent pour manger et se reposer. O'Saughtnessy s'éloigne du campement pour prétendument jouer du violon. En réalité, l'étui qu'il transporte contient une arme à feu de précision, qu'il utilise pour se pratiquer sur une cible distante. Au campement, Blueberry demande des explications à Palmer : « Tu as tenté de me prévenir de quelque chose le soir de mon arrivée, et sans Blake, je serais loin en ce moment ! » Devant le refus de Palmer de partager ce qu'elle sait, Blueberry enfourche un cheval dans le but de s'éloigner. Elle finit par céder et lui apprend que « LE VRAI BUT DE CE HOLD-UP ÉTAIT TA DÉLIVRANCE ! » Palmer affirme également qu'elle savait que Blueberry viendrait se réfugier à la Maison des anges. En écoutant les explications de Palmer, il conclut que Kelly, le commandant du pénitencier de Francisville, a manigancé pour le faire libérer par la bande de Blake, mais est incapable de comprendre pourquoi. Pendant l'échange avec Palmer, Blueberry surnomme O'Saughtnessy « Angel Face ».
Le lendemain, malgré « les questions [qui ont défilé] dans le crâne de Blueberry » pendant la nuit, il décide de continuer avec Palmer et Angel Face par curiosité. Les trois font jonction avec un groupe de cavaliers vers midi. Le groupe se divise en deux. Des cavaliers accompagnent Blueberry et Angel Face en direction de Durango, alors qu'un cavalier accompagne Palmer vers Santa Fé, là où se trouve la Maison des anges. Plus tard dans la journée, le cavalier ordonne à Palmer de s'arrêter, car il se prépare à la tuer d'un coup de fusil. Au moment où le cavalier tire dans sa direction, Palmer le fouette au visage et s'éloigne en profitant de sa cécité temporaire. De leur côté, Blueberry et les cavaliers atteignent de nuit Durango sans encombre. Arrivé près d'un bâtiment, Blueberry est forcé de grimper le long d'une corde pour se rendre au grenier, où l'attend le directeur du pénitencier de Francisville. « Kelly se trouve soudain en face d'un fauve déchaîné ». Angel Face met fin au combat en menaçant Blueberry d'un revolver qui apprend plus tard pourquoi il est sur place : assister à « L'ASSASSINAT D'UN PRÉSIDENT DES ÉTATS-UNIS !!! »
Blueberry apprend qu'il est condamné à servir de bouc émissaire une fois le président Grant mort. Kelly explique à Blueberry pourquoi il a été choisi : « Officier indiscipliné, colérique, mal noté... déjà inculpé de vol... évadé du bagne, complice d'une attaque de train... prêt à tout pour se venger d'une condamnation qu'il considère injuste ! », il est un « coupable idéal ». Angel Face est un tueur à gages chargé d'abattre Grant lorsqu'il sera de passage à Durango dans la journée. Blueberry tente de convaincre Angel Face de renoncer, mais en vain.

## Personnages principaux
- Blueberry : lieutenant de cavalerie emprisonné pour trente ans au bagne de Francisville[2] et qui s'en évade après quelques mois grâce à l'aide de comploteurs[26].
- Commandant Kelly : responsable du bagne de Francisville[27] et membre du gang des comploteurs[17].
- Blake : chef d'une bande de voleurs[28] et membre du gang des comploteurs[29].
- Guffie Palmer : tenancière d'un bordel[30].
- « Angel Face » : tireur d'élite à la solde des comploteurs[31].

## Éditions
- Lors de la pré-publication dans Pilote, l'épisode s'intitulait "L'Outlaw".
- Le Hors-la-loi, 1974, Dargaud, 46 p.  (ISBN 2-2050-4344-7)